# Samuele Zambelli
Pour les articles homonymes, voir Zambelli.
Samuele Zambelli, né le 2 avril 1998 à Rovereto, est un coureur cycliste italien.

## Biographie
Samuele Zambelli est né en avril 1998 à Rovereto, une localité située dans la région du Trentin-Haut-Adige. Son père dirige une entreprise de métallurgie, tandis que sa mère est femme au foyer. Il est aussi le petit-fils de Silvano Consolati, un ancien cycliste amateur. Encouragé par ce dernier, il pratique le vélo depuis son plus jeune âge. Il prend sa première licence à six ans dans un club de Volano,. Ses deux sœurs ont également pratiqué ce sport en compétition, sans toutefois franchir le cap du professionnalisme. 
Chez les juniors, il s'impose à trois reprises. Il intègre ensuite le club Iseo Serrature-Rime, qui devient une équipe continentale en 2018. Sous les couleurs de cette formation, il remporte une étape du Tour d'Albanie en 2019. La même année, il termine deuxième de la Ruota d'Oro, ou encore troisième de La Popolarissima. Il obtient également une victoire et diverses places places dans des courses du calendrier national italien. En parallèle du cyclisme, il poursuit ses études et décroche un diplôme en mécatronique.
En 2020, il se classe notamment sixième d'une étape du Tour d'Italie espoirs au sprint. En 2021, il se distingue au milieu des professionnels en finissant troisième de Per Sempre Alfredo, avec la sélection nationale italienne. Il s'agit probablement du meilleur résultat de sa carrière. Après ses performances, il effectue un stage au sein de l'UCI ProTeam Androni Giocattoli-Sidermec. Il n'est toutefois pas recruté par cette équipe. Samuele Zambelli poursuit néanmoins la compétition en 2022 au sein de la formation Work Service-Vitalcare-Dynatek.
Il parvient finalement à passer professionnel en 2023 chez Corratec, qui accède à la deuxième division. Durant cette saison, il signe son meilleur résultat au mois de mai en terminant cinquième de la dernière étape du Tour de Grèce. On le retrouve au départ de compétitions variées, en Europe, en Asie mais aussi en Amérique du Nord. En mars 2024, il finit sixième du Poreč Trophy. 

## Palmarès et résultats

### Palmarès par année
- 2014
  - 3e de la Coppa d'Oro
- 2018
  - Gran Premio della Possenta
  - 2e du Gran Premio Somma
- 2019
  - 2e étape du Tour d'Albanie
  - Mémorial Ducoli Pietro
  - 2e du Trophée Almar
  - 2e de la Ruota d'Oro
  - 3e de la Coppa San Geo
  - 3e de La Popolarissima
  - 3e du Trofeo Sportivi di Briga
  - 3e du Trophée Lampre
- 2020
  - 3e du Mémorial Polese
- 2021
  - Mémorial Claudia
  - 2e de la Coppa San Geo
  - 2e du Trophée Antonietto Rancilio
  - 3e de Per sempre Alfredo
  - 3e du Gran Premio Somma
- 2022
  - Coppa San Geo
  - 3e du Grand Prix Santa Rita

### Classements mondiaux
| Année                                 | 2018  | 2019  | 2020 | 2021 | 2022 | 2023  | 2024  |
| ------------------------------------- | ----- | ----- | ---- | ---- | ---- | ----- | ----- |
| Classement mondial                    | 2263e | 1061e | nc   | 669e | nc   | 2322e | 2180e |
| UCI Europe Tour                       | 1507e | 758e  | nc   | 530e | nc   | nc    | nc    |
|                                       |       |       |      |      |      |       |       |
| Légende : nc = non classéSource : UCI |       |       |      |      |      |       |       |